# Titagarh Firema
Titagarh Firema S.p.A., nota semplicemente come Firema, è una società operante in Italia, facente parte del gruppo indiano Titagarh Rail Systems e attiva nel settore metalmeccanico e operante nella progettazione, costruzione e riparazione di veicoli ferroviari.
La società ebbe origine, nel 2015, dall'accordo tra Titagarh Wagons e Adler Plastic per rilevare il complesso aziendale di Firema Trasporti.

## Storia
L'azienda ebbe origine dal consorzio Fi.Re.Ma., formato nel 1980 da: Casaralta, Officine Fiore, Officine Meccaniche della Stanga, Officine di Cittadella, Officine Meccaniche Casertane e Firema Engineering. Negli anni successivi si aggiunsero altre società fino alla fondazione, nel 1993, di Firema Trasporti S.p.A., partecipata al 49% da Ansaldo (poi Finmeccanica). Vista la presenza dell'IRI, tramite Finmeccanica, non mancarono le collaborazioni con Breda Costruzioni Ferroviarie e Ansaldo Trasporti, confluite nel 2001 nella società AnsaldoBreda.
Dopo l'uscita di Finmeccanica nel 2005, la compagine sociale di Firema mutò considerevolmente in seguito alla chiusura delle officine di Casaralta a Bologna e di quelle di Cittadella e Padova, lasciando come soci di maggioranza i Fiore.
Il 2 agosto 2010 il Ministero dello sviluppo economico decretò l'ammissione dell'azienda alla procedura di amministrazione straordinaria, nominando Ernesto Stajano come unico commissario straordinario. Il 9 luglio 2015 le attività societarie furono acquistate da due società distinte: l'indiana Titagarh Wagons e la napoletana Adler Plastic che formarono Titagarh Firema Adler. Nel 2018, con la cessione da parte di Adler del 10% delle quote, la società mutò nome in Titagarh Firema.
Il 15 settembre 2022 Invitalia entrò in possesso di una quota del 30,3% del capitale dell'azienda mentre la società degli Emirati Arabi Hawk Eye ne acquisì il 13,6%.

## Attività
La società è attiva nella produzione di veicoli ferroviari per metropolitane e ferrovie sia per il trasporto passeggeri che per il trasporto merci.
Nel 2019 vinse l'appalto per la produzione di 54 unità di trazione per la metropolitana di Catania, mediante il progetto dell'elettrotreno CT0 il cui primo esemplare entrò in servizio nel 2022. 
In raggruppamento con la capogruppo Titagarh Rail Systems ha prodotto anche alcuni veicoli per la metropolitana di Pune.
Nel 2022 concluse un accordo quadro con la Regione Lazio per la fornitura di 38 rotabili per le ferrovie Roma-Lido e Roma-Civita Castellana-Viterbo, derivati dal progetto dell'elettrotreno CT0 catanese..
Alla fiera Innotrans 2022 Titagarh Firema presentò il treno "Vinci", destinato ai trasporti ferroviari InterCity.